# Hans Albers
Hans Albers (Hamburg, 1891. szeptember 22. – Starnberg, 1960. július 24.) német színész és énekes.

## Életpályája
Szülei kereskedőnek szánták, de ő otthagyta az üzleti életet és beiratkozott egy színiiskolába. A tanfolyam diplomájával a zsebében Hamburgban lépett színpadra, majd számos vidéki társulat tagja volt. Később Berlinbe szerződött. 1911-től szerepelt filmekben. 1914-től szerepelt a legkülönfélébb műfajokban és szerepkörökben. 1915-ben az első világháború alatt a nyugati fronton szolgált. Népszerűsége a hangosfilm bevezetését követően tovább nőtt.
Férfias megjelenésű, sokoldalú, lendületes jellemábrázoló volt, aki néhány komikus szerepe mellett elsősorban drámai erejével ragadta meg a nézőt. Az 1930-as évek elején vált igazán népszerűvé. Legemlékezetesebb alakításai: Peer Gynt (1934), Trenk Ferenc báró (1940), Carl Peters (1941) és Münchhausen (1943).
1945 után az NSZK-ban élt és dolgozott.

## Magánélete
Hansi Burg színésznő (1898-1975) élettársa volt. Kapcsolatuk 1925-ben kezdődött.

## Filmjei
- Az arany hatalmában (1912)
- Grand Babylon Hotel (1920)
- A hamisjátékos (1921)
- A szép kaland (1924)
- Hajszolt emberek (1924)
- Atléták (1925)
- Egy nyáréji álom (1925)
- Az elveszettek (1925)
- Barátom, a sofőr (1925)
- Az áruházi hercegnő (1926)
- Modern Dubarry (1927)
- Aszfalt (1929)
- Amulett (1929)
- A kék angyal (1930)
- A rámenős (1931)
- F.P.1 nem válaszol (1932)
- Peer Gynt (1934)
- Varieté (1935)
- Der Mann, der Sherlock Holmes war (1937)
- Utazó emberek (1938)
- Canitoga hőse (1939)
- Trenk, a pandúr (1940) - Trenk Ferenc
- Az alvilág vendége (1940)
- Carl Peters (1941)
- Münchhausen (1943)
- Kékszakáll (1951)
- Az utolsó ember (1955)
- Egy szív St. Pauliból (1957)
- A fojtogató (1958)
- Ember a viharban (1958)

## Emlékezete
Halála után a Wilhelm teret róla nevezték el. Az ő nevét viseli az osztrák államvasút Bécs és Hamburg között közlekedő éjszakai szállodavonata.

## Díjai
- az Állam Színésze (1939)